# Okrug Kysucké Nové Mesto
Okrug Kysucké Nové Mesto (slovački: Okres Kysucké Nové Mesto) nalazi se u sjevernoj Slovačkoj u Žilinskome kraju.  U okrugu živi 32 540 stanovnika, dok je gustoća naseljenosti 187,35 stan/km². Ukupna površina okruga je 173,68 km². Glavni grad okruga Kysucké Nové Mesto je istoimeni grad Kysucké Nové Mesto s 14 306 stanovnika.

## Stanovništvo
| Godina:     | 1994.  | 2004.   | 2014.   | 2024.   |
| ----------- | ------ | ------- | ------- | ------- |
| Broj ljudi: | 33 019 | 33 944  | 33 158  | 32 540  |
| Razlika:    |        | +2,80 % | −2,31 % | −1,86 % |

| Godina:     | 2023.  | 2024.   |
| ----------- | ------ | ------- |
| Broj ljudi: | 32 642 | 32 540  |
| Razlika:    |        | −0,31 % |

## Gradovi
- Kysucké Nové Mesto

## Općine
| - Dolný Vadičov - Horný Vadičov - Kysucký Lieskovec - Lodno - Lopušné Pažite | - Nesluša - Ochodnica - Povina - Radoľa - Rudina | - Rudinka - Rudinská - Snežnica |

### Ostali projekti
|  | Zajednički poslužitelj ima još gradiva o temi Okrug Kysucké Nové Mesto |